# Runk (Hargita megye)
Runk (románul: Runc) falu Romániában, Hargita megyében.

## Története
Salamás része. 1956-ig adatai a községéhez voltak számítva. A trianoni békeszerződés előtt Csík vármegye Gyergyószentmiklósi járásához tartozott.

## Népessége
668 lakosa volt, ebből 504 román, 161 magyar és 3 cigány.

## Vallások
Lakói közül 414-en ortodoxok, 166-an római katolikusok, 23-an görögkatolikusok, 55-en baptisták és 7-en pünkösdisták.